# Qiziloba (Khodjaly)
Qiziloba est un village de la région de Khodjaly en Azerbaïdjan.

## Population
Elle compte 174 habitants en 2005.